# Jimmy Carter
James Earl Carter mlajši (bolje znan kot Jimmy Carter), ameriški pomorski častnik in politik, * 1. oktober 1924, Plains, Georgija, ZDA, † 29. december 2024, Plains, Georgija, ZDA.
Bil je 39. predsednik Združenih držav Amerike, od leta 1977 do 1981. Kot član demokratske stranke je bil pred tem 76. guverner zvezne države Georgia od leta 1971 do 1975 in kot njen senator od leta 1963 do 1967. Od zapustitve predsedniškega položaja je Carter ostal vključen v politične in družbene projekte ter leta 2002 prejel Nobelovo nagrado za mir za svoje zasluge oz. delo.
Carter se je rodil in odraščal v Plainsu v Georgi. Leta 1946 je diplomiral na Pomorski akademiji Združenih držav Amerike z diplomo in se pridružil ameriški mornarici, kjer je služil na številnih podmornicah. Po očetovi smrti leta 1953 je zapustil pomorsko kariero in se vrnil domov v Plains, kjer je prevzel nadzor nad družinskim poslom za pridelavo arašidov. Zaradi očetovega odpuščanja dolgov in delitve premoženja med seboj, brati in sestrami je podedoval razmeroma malo. Kljub temu se je uresničila njegova ambicija, da bi razširil in povečal družinsko kmetijo arašidov. V tem obdobju so Carterja spodbujali, naj nasprotuje rasni segregaciji in podpira rastoče gibanje za državljanske pravice. Postal je aktivist znotraj Demokratske stranke. Od leta 1963 do 1967 je Carter delal v senatu zvezne države Georgia, leta 1970 pa je bil izvoljen za njenega guvernerja, s čimer je premagal nekdanjega guvernerja Carla Sandersa na demokratskih volitvah. Guverner je ostal do leta 1975. Kljub temu, da je bil vidni član kandidat, ki je bil zunaj Georgie na splošno neznan, je leta 1976 zmagal na demokratski predsedniški nominaciji. Na predsedniških volitvah leta 1976 je Carter kandidiral za ameriškega predsednika in tesno premagal dotedanjega republikanskega predsednika Geralda Forda. 
Dva dni po začetku svojega mandata je Carter pomilostil vse tiste, ki so se izognili vpoklicu v vietnamsko vojno, z izdajo proklamacije 4483. Med njegovim mandatom sta bila ustanovljena dva nova oddelka na ravni kabineta – Ministrstvo za energijo in Ministrstvo za izobraževanje. Ustvaril je nacionalno energetsko politiko, ki je vključevala ohranjanje, nadzor cen in novo tehnologijo. Carter je sledil sporazumom iz Camp Davida, pogodbi o gradnji Panamskega prekopa in drugem krogu pogovorov o omejitvi strateškega orožja (SALT II). Na gospodarskem področju se je soočil s stagflacijo, vztrajno kombinacijo visoke inflacije, visoke brezposelnosti in počasne rasti. Konec njegovega predsedniškega mandata so zaznamovali iranska kriza s talci v letih 1979–1981, energetska kriza leta 1979, jedrska nesreča na otoku Three Mile Island, nikaragovska revolucija in sovjetska invazija na Afganistan. Kot odgovor na invazijo je Carter stopnjeval hladno vojno, ko je končal nemir, uvedel embargo na žito proti Sovjetom, razglasil Carterjevo doktrino in vodil bojkot poletnih olimpijskih iger leta 1980 v Moskvi. Je edini ameriški predsednik, ki je opravljal polni predsedniški mandat in ni imenoval sodnika na vrhovno sodišče. Na volitvah demokratske stranke leta 1980 ga je premagal senator Ted Kennedy, vendar je bil ponovno nominiran na nacionalni konvenciji demokratov leta 1980. Carter je na predsedniških volitvah leta 1980 izgubil na volilni tekmi proti republikanskemu kandidatu Ronaldu Reaganu. Ankete zgodovinarjev in politologov Carterja na splošno uvrščajo med podpovprečnega predsednika. Več odobravanja kot samo predsedovanje so bile deležne njegove dejavnosti po koncu predsedovanja.
Leta 1982 je Carter ustanovil Carterjev center za promocijo in širitev človekovih pravic. Leta 2002 je za svoje delo pri ustanovitvi Centra prejel Nobelovo nagrado za mir. Veliko je potoval po svetu, da bi vodil mirovna pogajanja, spremljal volitve in spodbujal preprečevanje in izkoreninjanje bolezni v državah v razvoju. Carter velja za ključno osebnost v dobrodelni organizaciji Habitat for Humanity. Napisal je več kot 30 knjig, od političnih spominov do poezije, hkrati pa še naprej aktivno komentiral tekoče ameriške in globalne zadeve, vključno z izraelsko-palestinskim konfliktom. 
Umrl je na domu, 29. decembra 2024, skoraj dve leti po začetku paliativne oskrbe.